# Barravento
Barravento è un film del 1962 diretto da Glauber Rocha al suo primo lungometraggio. È uno dei film più importanti del movimento Cinema Novo, che affronta i problemi socio-politici del Brasile.

## Trama
In Brasile, nello Stato di Bahia, un uomo di colore istruito ritorna nel suo paese di pescatori con l'intento di emancipare la comunità dal misticismo, in particolare dalla pratica della religione Candomblé, vista come strumento di oppressione politica e sociale. Tuttavia, l'esito della sua azione si rivela tragico.

## Produzione
Il film è stato girato nello stato di Bahia in una comunità di pescatori.

## Distribuzione
La censura brasiliana impose il divieto alla visione per i minori di anni 18. Il film fu distribuito nei paesi anglofoni con il titolo The Turning Wind.

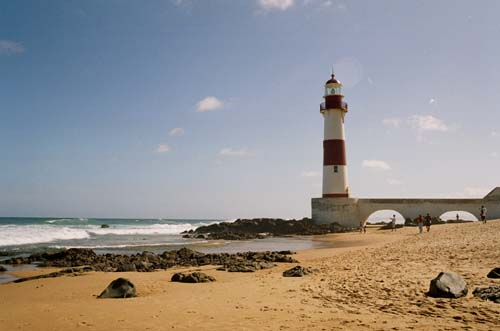
Il faro di Itapuã, uno dei luoghi ripresi nel film

Nel 1969 la pellicola fu proiettata al Quinzaine des Réalisateurs del Festival di Cannes.
Il lungometraggio restaurato fu presentato alla Mostra del cinema di Venezia nel 2003 e alla 13ª edizione del Torino film festival.